# Гранд (окръг, Юта)
Вижте пояснителната страница за други значения на Гранд.
Окръг Гранд (на английски: Grand County) е окръг в щата Юта, Съединени американски щати. Площта му е 9568 km², а населението – 9225 души (2010). Административен център е град Моаб.